# Staande Maria met Christus
Staande Maria met Christus is een beeld in Amsterdam-Oost.
Het beeld siert de gevelwand van het Onze Lieve Vrouwe Gasthuis aan de Eerste Oosterparkstraat. Het meer dan een eeuw oude beeld is het enige dat bewaard is gebleven van het oorspronkelijke Onze Lieve Vrouwe Gasthuis dat in 1898 geopend werd. Het toenmalige hoofdgebouw werd ontworpen door Adrianus Bleijs. Boven de centraal gelegen ingang werd het beeld van de "Troosteres" geplaatst. Het beeld kwam van en uit de handen van Emil Van den Bossche en Willem Crevels van Atelier Van den Bossche en Crevels. Het oorspronkelijk gebouw ging rond 2000 tegen de vlakte om plaats te maken voor nieuwbouw. Het beeld werd na afronding daarvan teruggeplaatst.

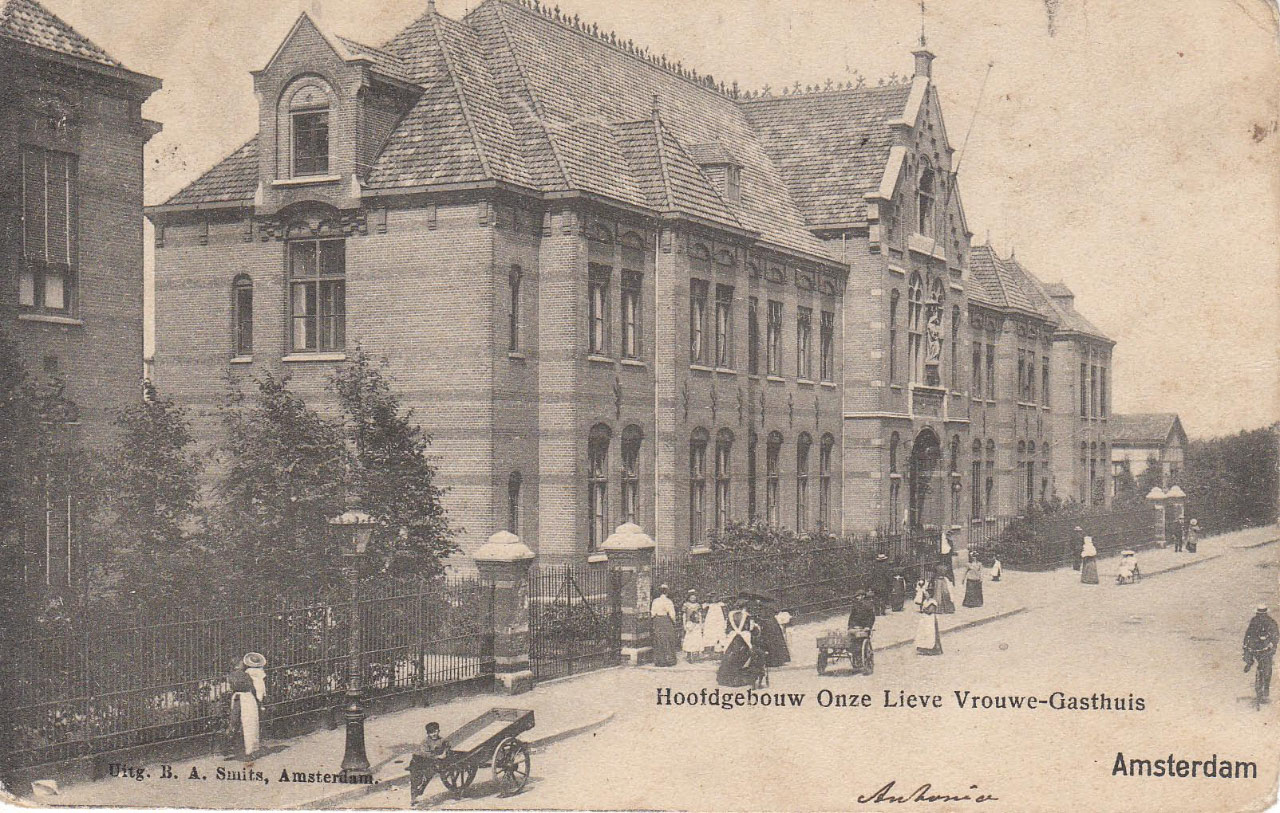
Het beeld in de voorgevel (circa 1900)
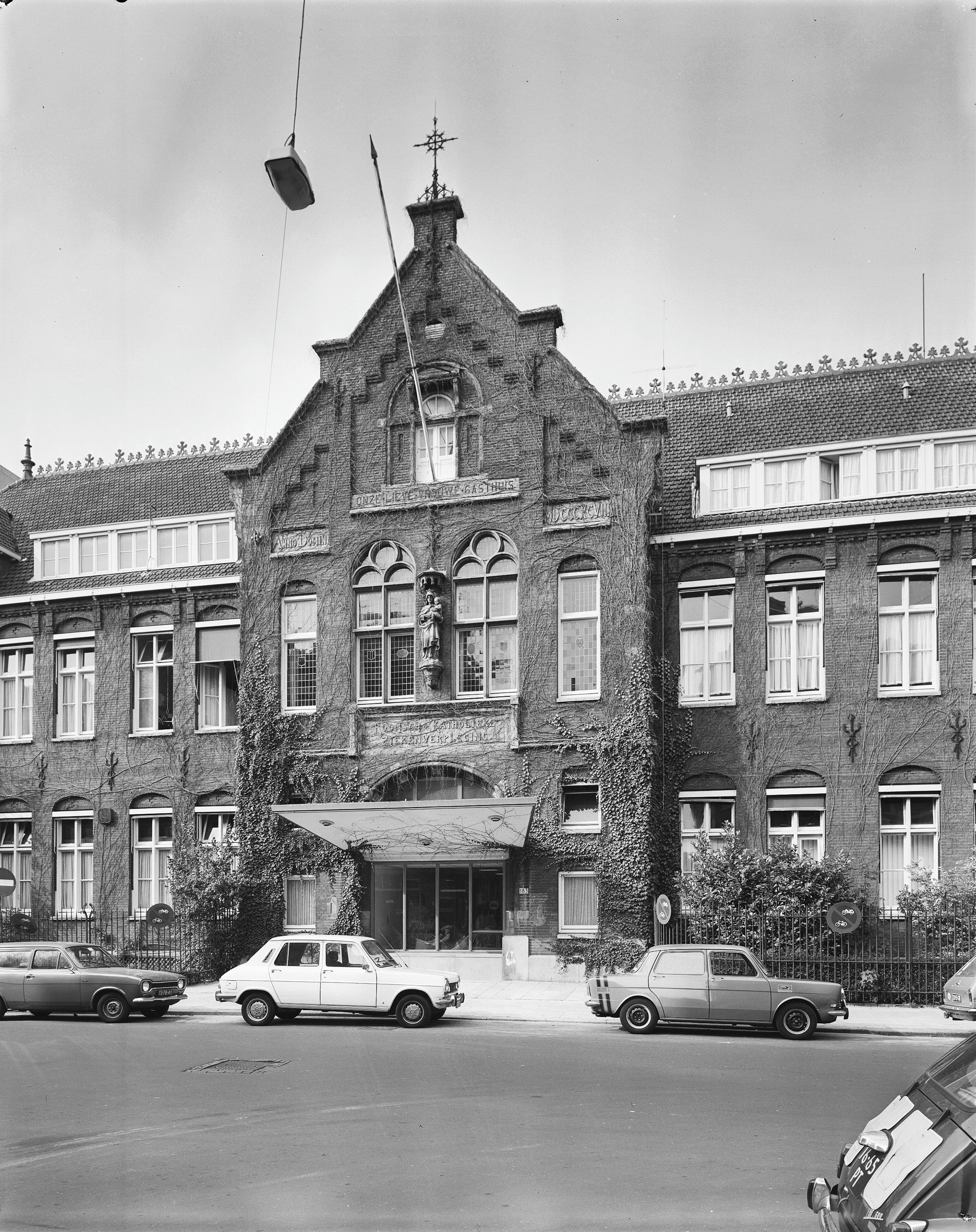
De voorgevel in 1979